# Giaginskaja
Giaginskaja in russo Гиагинская ?, è una località della Repubblica autonoma dell'Adighezia, in Russia, capoluogo del  Giaginskij rajon, che sorge sulla riva del Giaga, a 30 chilometri da Majkop. La popolazione al censimento del 2002 era di circa 15.000 abitanti